# Naïve
Naïve är ett industrial-album och är KMFDM's fjärde som släpptes 1990. Det kommer aldrig mer att utges på grund av vissa upphovsrättsproblem gällande fjärde låten 'Liebeslied', där otillåten sampling från Carl Orffs Carmina Burana användes. Detta album drogs tillbaka efter en mycket kort tid och anses idag vara en samlarskiva som uppbringar ett högt värde vid auktioner.
Alla andra låtarna på skivan har släppts på andra skivor. Skivan återsläpptes som Naïve/Hell To Go, med några låtar remixade 1994.

## Låtlista
| Nr  | Titel                | Längd | Notering             |
| --- | -------------------- | ----- | -------------------- |
| 1.  | Welcome              |       |                      |
| 2.  | Naïve                |       |                      |
| 3.  | Die Now - Live Later |       |                      |
| 4.  | Piggybank            |       |                      |
| 5.  | Achtung!             |       |                      |
| 6.  | Friede               |       | remix                |
| 7.  | Liebeslied           |       |                      |
| 8.  | Go To Hell           |       |                      |
| 9.  | Virus                |       | dub                  |
| 10. | Disgust              |       | live                 |
| 11. | Godlike              |       | Chicago Trax version |

## Medverkande
- Sascha Konietzko sång, programmering, bas
- En Esch: sång, programmering
- Svetlana Ambrosius: gitarr
- Rudolph Naomi: trummor
- Christine Siewert: sång (2-4)
- Johann Bley: trummor (5)